# Збройні сили Протекторату Богемії та Моравії
Збройні сили протекторату Богемія і Моравія (чеськ. Ozbrojené síly Protektorát Čechy a Morava) — збройні формування, що були створені 25 липня 1939 німецьким урядом для підтримки внутрішньої безпеки та порядку на території Протекторату.

## Історія створення
Після Мюнхенської угоди 1938 року, анексії території Чехії і включення її у склад Рейху під виглядом Протекторату Богемії і Моравії у вищого керівництва Німеччини виникає ідея створити збройні формування, які би надавали анексованій території напівдержавного статусу.

## Система набору у військо
До служби допускалися тільки «арійці», набір євреїв і циган був заборонений. Більшість солдатів і офіцерів раніше служили в армії Чехословацької республіки. У них збереглася колишня чехословацька уніформа, емблеми та система нагород. У 1944 р була введена уніформа, відповідна німецьким зразкам.

## Чисельність та структура
Урядові війська Протекторату Богемії і Моравії — (чеськ. Vládní vojsko), були набрані з поліцейських Протекторату і добровольців (в основному офіцери і унтер-офіцери) колишньої чеської армії. Вони налічували три полки по чотири батальйони в кожному.
Збройні сили протекторату налічували 7000 чоловік і складалися з 12 батальйонів по 480 чоловік у кожному. Крім піхотних рот в їх складі знаходилися велосипедні роти та кінні ескадрони. Озброєння складалося з модернізованих гвинтівок Манліхера (нім. Mannlicher), ручних і станкових кулеметів, що випускалися на заводах «Чеська Збройовка».

## Добровольці в військах СС
У лютому 1945 відбувся перший набір чехів зі складу Збройних Сил Протекторату в поліцейський полк СС «Бріско», що був включений до складу 31-ї добровольчої гренадерської дивізії СС «Богемія і Моравія» (нім. 31. SS-Freiwilligen-Grenadier-Division).
У тому ж році чехи, в основному солдати і офіцери кавалерії колишньої чехословацької армії й армії Протекторату, сформували ще одну дивізію СС (900 осіб) — 37-му добровольчу кавалерійську дивізію СС «Лютцов» (нім. 37. SS-Freiwilligen-Kavallerie-Division «Lützow»).
У лютому-березні 1945 зі складу армії Протекторату була набрана окрема Чеська рота СС «Святий Вацлав».

## Функції збройних формувань протекторату
Збройні сили протекторату були зобов'язані охороняти дороги, мости, склади та інші стратегічні об'єкти, проводити аварійно-рятувальні та інженерні роботи, а також допомагати поліції в придушенні заворушень.

## Участь у Другій світовій війні
8 травня 1944 11 богемських батальйонів направлені в Північну Італію для охорони тилових комунікацій. Протягом перших же місяців 800 солдатів-богемців перейшло на бік італійських партизан. Незабаром вони отримали можливість дістатися до розташування військ Антигітлерівської коаліції, вступити в Чехословацьку бронетанкову бригаду під командуванням генерала Алоїса Лисиці і брати участь у бойових діях на території Франції, зокрема, в облозі порту Дюнкерк. Решта солдатів були роззброєні німцями і відправлені на фортифікаційні роботи.
Єдиний батальйон, що залишився на теренах Протекторату охороняв резиденцію президента Еміля Гахи в Градчанах. 5 травня 1945 його солдати взяли участь в Празькому повстанні. Вони брали участь у боях за міську радіостанцію і Празький град, а також захопили німецький бронепоїзд.

## Командування
Ярослав Емінгер (генерал-інспектор Збройних Сил Протекторату Богемія і Моравії).